# Burckhardt Helferich

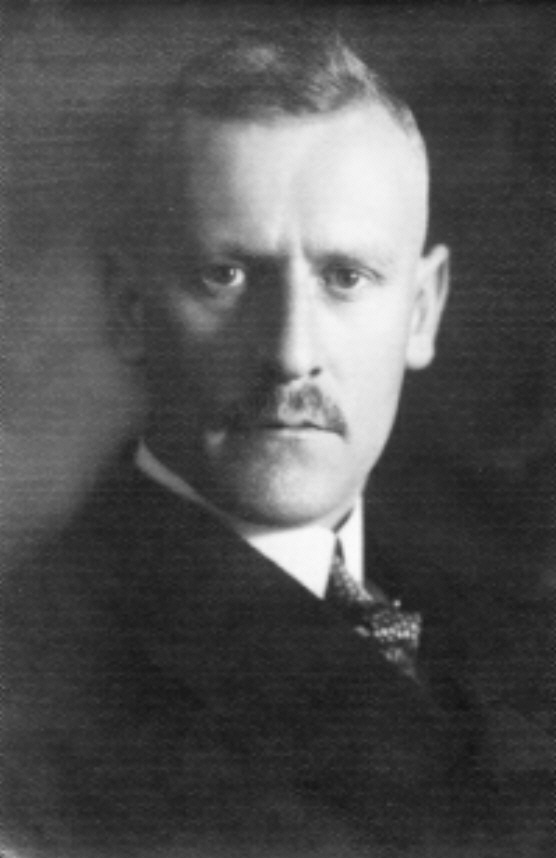
Helferich bei der Habilitation in Leipzig

Burckhardt Helferich (* 10. Juni 1887 in Greifswald; † 5. Juli 1982 in Bonn) war ein deutscher Chemiker und Hochschullehrer.

## Leben
Als Sohn des Chirurgen Heinrich Helferich studierte Burckhardt Helferich  Naturwissenschaften, unter anderem Geologie, an der Universität Lausanne. Nach einem Semester diente er als Einjährig-Freiwilliger in Schwerin. Ab Herbst 1907 studierte er Chemie an der TH München. Nach drei Semestern wechselte er an die TH Berlin. 1911 wurde er als akademischer Schüler von Emil Fischer mit der Arbeit Synthese einiger neuer Glucoside zum Dr. phil. promoviert. Anschließend wurde er bei ihm Privat- und Wissenschaftlicher Assistent. Im Ersten Weltkrieg kämpfte er als Batterieführer bei der Artillerie.
In der Zwischenkriegszeit habilitierte er sich 1920 an der Universität Leipzig. Als Privatdozent blieb er in Berlin. 1922 wurde er ordentlicher Professor für Organische Chemie an der Johann Wolfgang Goethe-Universität. Seit demselben Jahr war er zugleich Abteilungsleiter am Kaiser-Wilhelm-Institut für Faserstoffchemie.
1925 ging er als Nachfolger von Rudolf Pummerer an die Universität Greifswald. 1930 folgte er dem Ruf der Universität Leipzig, an der er als Nachfolger von Arthur Hantzsch bis 1945 Direktor des Chemischen Instituts war.
In der Nachkriegszeit kam er nach einer zweijährigen Gastprofessur an der Rheinischen Friedrich-Wilhelms-Universität Bonn dort in sein viertes Ordinariat. Nachdem er 1954/55 Rektor gewesen war, wurde er 1955 emeritiert.
Zwischen 1911 und 1974 schrieb er über 300 Publikationen. Sein bekanntester Schüler war Reinhard W. Hoffmann, der als Professor für Organische Chemie an der Philipps-Universität Marburg wirkte.
Helferich gelang die erste Synthese eines freien Disaccharids, der Gentiobiose.

## Ehrungen
- Mitglied der Sächsischen Akademie der Wissenschaften (1931)
- Emil-Fischer-Medaille (1951)
- Großes Verdienstkreuz (1957)
- Mitglied der Deutschen Akademie der Naturforscher Leopoldina
- Dr.-Ing. E. h. der TH Stuttgart (heute Universität Stuttgart)

## Burckhardt-Helferich-Preis
Die Universität Leipzig vergibt seit 2005 den Burckhardt-Helferich-Preis.